# Waskracht!
Waskracht! was een televisieprogramma geproduceerd door de VPRO met als doel de ontwikkeling van jeugdige televisiemakers. Het programma werd tussen 1995 en 2005 op televisie uitgezonden.
Sommige onderdelen van het programma waren zeer controversieel. Zo ontstond veel commotie over de Hitler-act van Rob Muntz.
Het tv-programma werd bij toerbeurt door diverse mensen gepresenteerd. Fred Emmer was een van de presentatoren. Personen die mede doorgebroken zijn door Waskracht! zijn Lernert Engelberts, Martijn Oosterhuis, Thomas van Luyn en Sanne Wallis de Vries. Maurice Dekkers en Roland Duong van Keuringsdienst van Waarde werkten beiden ook bij Waskracht!